# Procol Harum Live in Concert with the Edmonton Symphony Orchestra
Procol Harum Live in Concert with the Edmonton Symphony Orchestra ist das erste Livealbum der britischen Progressive-Rock-Band Procol Harum. Es wurde im April 1972 veröffentlicht und erreichte Platz 5 in den US-Charts. Es war damit das erfolgreichste Album der Band in den USA.

## Entstehung
Im August 1971 wurden Procol Harum, die in Kanada 1969 bereits mit einem Sinfonieorchester zusammengearbeitet hatten, vom Edmonton Symphony Orchestra und den Da Camera Singers eingeladen, zusammen mit ihnen am Ende ihrer Nordamerika-Tournee ein Konzert zu geben. Die Rahmenbedingung waren nicht günstig – Gitarrist Robin Trower hatte die Band verlassen und war durch Dave Ball ersetzt worden, Gary Brooker schrieb die Arrangements für Conquistador erst kurz zuvor im Flugzeug, so dass dieses Stück nicht geprobt werden konnte. Das Konzert im mit 3000 Zuhörern gefüllten Northern Alberta Jubilee Auditorium in Edmonton fand am 18. November 1971 statt. Procol Harum, das Edmonton Symphony Orchestra und die Da Camera Singers unter der Leitung von Lawrence Leonard erhielten derart stürmischen Beifall, dass fast das ganze Programm ein zweites Mal gespielt wurde.
Im Jahr 1991 gab es zum 20-jährigen Jubiläum ein Reunion-Konzert mit den Edmonton Symphony Orchestra und den Greenwood Singers.

## Rezeption
Bruce Eder von allmusic schrieb, dass die Auswahl der ambitioniertesten Stücke aus dem Repertoire der Band und die Präsenz des Orchesters Procol Harum progressiver erscheinen lässt, als sie tatsächlich waren. Er gab dem Album vier von fünf möglichen Sternen.

## Titelliste

### Seite 1
Musik: Gary Brooker, Texte: Keith Reid
1. Conquistador – 4:16
2. Whaling Stories – 7:41
3. A Salty Dog – 5:37
4. All This and More – 4:23

### Seite 2
Musik: Gary Brooker und Matthew Fisher, Texte: Keith Reid
1. In Held ’Twas in I – 19:11

a) Glimpses of Nirvana
b)  ’Twas Teatime at the Circus
c) In the Autumn of My Madness
d) Look to Your Soul
e) Grand Finale
Die CD-Veröffentlichung aus dem Jahr 2002 enthält zusätzlich das Lied Luskus Delph.
Neben den auf diesem Album veröffentlichten wurden noch die Lieder Shine on Brightly, Simple Sister und Repent Walpurgis aufgenommen.